# Michael Kidd
Pour les articles homonymes, voir Kidd.
Milton Greenwald, dit Michael Kidd, est un chorégraphe, acteur et réalisateur américain, né le 12 août 1915 à Brooklyn, New York, et mort le 23 décembre 2007 à Los Angeles.

## Filmographie

### Acteur
- 1936 : Happy Days Are Here Again : Specialty Act
- 1955 : Beau fixe sur New York (It's Always Fair Weather) : Angie Valentine
- 1975 : Smile de Michael Ritchie : Tommy French
- 1978 : Actor (TV) : Paul Muni (adult)
- 1978 : Folie Folie (Movie Movie) : Pop Popchik
- 1989 : L'Amour est une grande aventure (Skin Deep) : Dr. Westford

### Réalisateur
- 1958 : Le Fou du cirque (Merry Andrew)
- 1971 : All in the Family (série TV)

### Chorégraphe
- 1953 : Tous en scène (The Band Wagon)[1]
- 1953 : Can-Can
- 1954 : Les Sept Femmes de Barbe-Rousse (Seven Brides for Seven Brothers)
- 1954 : Un grain de folie (Knock on Wood)
- 1955 : Blanches Colombes et Vilains Messieurs (Guys and Dolls)
- 1969 : Hello, Dolly!
- 1978 : Folie Folie (Movie Movie)
- 1978 : Adieu, je reste (The Goodbye Girl)